# ۲۲ اردیبهشت
۲۲ اردیبهشت پنجاه و سومین روز سال در گاه‌شماری خورشیدی است. به پایان سال ۳۱۲ روز (۳۱۳ روز در سال کبیسه) باقی‌است.

## رویدادها
- ۱۳۸۵ - جنجال کاریکاتور روزنامه ایران
- ۱۴۰۱ - آغاز اعتراضات اردیبهشت ۱۴۰۱ ایران

## زادروزها
- ۱۳۲۴ - تیمور غیاثی، ورزشکار رشته پرش ارتفاع
- ١٣٢٨ - عباس نعلبندیان، نویسنده
- ۱۳۴۲ - رامین زمانی، آهنگ‌ساز، موسیقی‌دان، تنظیم‌کنندهٔ و ترانه‌سرا
- ۱۳۴۷ - محمدرضا تقوی‌فرد، مجری صدا و سیما، شاعر و مؤلف
- ۱۳۵۶ - مریم میرزاخانی، ریاضیدان (د. ۱۳۹۶)
- ۱۳۵۷ - حسین رضازاده، وزنه‌بردار
- ۱۳۶۰ - هادی اصغری، بازیکن فوتبال
- ۱۳۶۳ - سجاد انوشیروانی، ورزشکار و وزنه‌بردار
- ۱۳۶۴ - متین ستوده، بازیگر
- ۱۳۶۵ - مهدی مرندی، والیبالیست
- ۱۳۷۳ - مهسا جاور، قایقران
- ۱۳۸۰ - گلنوش خسروی، بازیکن فوتبال
- ۱۳۸۰ - سامان فلاح، بازیکن فوتبال
- ۱۳۸۴ - نیکتا اسفندانی، از کشته‌شدگان اعتراضات آبان ۱۳۹۸ ایران

## درگذشت‌ها
- ۱۳۵۰ - کاظم سعادتی، اعضای هسته اولیه سازمان چریک‌های فدایی خلق ایران
- ۱۳۷۴ - رضا عبده، نمایشنامه‌نویس (ز. ۱۳۴۱)
- ۱۳۸۳ - عبدالرضا پهلوی، فرزند رضاشاه
- ۱۳۹۱ - پرویز شهریاری، ریاضی‌دان، مترجم، روزنامه‌نگار و فعال سیاسی (ز. ۱۳۰۵)
- ۱۳۹۷ - حسین مهری، روزنامه‌نگار (ز. ۱۳۱۵)
- ۱۴۰۱ - صید عیسی دارایی، نماینده مجلس شورای اسلامی